# Máximo Tajes
Máximo Tajes (Canelones, Urugvaj, 23. studenog 1852. – Montevideo, 21. studenog 1912.) bio je urugvajski vojni zapovjednik i političar, 15. urugvajski predsjednik.

## Životopis
Tajes je rođen 23. studenog 1852. u Canelonesu u vojnoj obitelji. Djed i otac bili su borci za urugvajsku neovisnost i po zanimanju vojnici. Završetkom srednje škole učlanuje se u ljevičarsku stranku Colorado, koja je zemljom vladala gotovo cijelo jedno stoljeće. Od 1882. do 1886. vršio je dužnost ministra rata, u vrijeme predsjednika Máxima Santosa.
Većim dijelom svog mandata opravdao je povjerenje predsjednika, ali mu zbog svađe u zadnjoj godini službovanja nije povjeren drugi ministarski mandat. Unatoč tome, dobio je brojne poklonike i sljedbenike u stranci te završetkom predsjedničkog mandata Santosa, biva izabran za predsjednika države.
Iako je vrlo uspješno odslužio mandat 15. urugvajskog predsjednika, nakon isteka službe 1. ožujka 1890. povlači se iz politike. Julio Herrera y Obes postao je predsjednikom stranke i države.
Tijekom svoje predsjedničke službe često je posjećivao Brazil i Argentinu nastojeći održati dobre diplomatske odnose sa susjedima. Nakon što je Urugvaj dobio zadovoljštinu pobjedom u Paragvajskom ratu, Tajes je nastojao ponovno ostvariti dobrosusjedske odnose i s Paragvajem te Bolivijom.
Umro je 21. studenog 1912., dva dana prije svog 60. rođendana u Montevideu. U gradskoj četvrti Carassco, gdje je živio, jedna cesta nosi njegovo ime.